# Vítor Novais Gonçalves
Vítor Novais Gonçalves OA • ComA • GOA foi um militar e político português.

## Biografia
Atingiu o posto de Brigadeiro, tendo sido feito Oficial a 23 de Janeiro de 1948, Comendador a 16 de Janeiro de 1960 e Grande-Oficial a 12 de Março de 1970 da Ordem Militar de São Bento de Avis.
Entretanto, ainda no posto de Tenente-Coronel, foi Presidente da Câmara Municipal de Cascais entre 3 de Abril de 1959 e 11 de Dezembro de 1961.
Em sua homenagem foi dado o seu nome à Avenida Brigadeiro Víctor Novais Gonçalves, em Alcabideche, Cascais.
Entre 1968 e 1970 foi o 6.º Director de Justiça e Disciplina do Exército.
Casou com Maria José da Câmara Galvão Rocha, meia-sobrinha-bisneta matrilineal do 2.° Visconde das Laranjeiras e bisneta matrilineal do 3.° Barão das Laranjeiras.